# Saint Kitts és Nevis miniszterelnökeinek listája
| Név                | hivatali ideje                           |
| ------------------ | ---------------------------------------- |
| Paul Southwell     | 1960. január 1. – 1966. július           |
| Robert L. Bradshaw | 1966. július – 1967. február 27.         |
| Robert L. Bradshaw | 1967. február 27. – 1978. május 23.      |
| Paul Southwell     | 1978. május 23. – 1979. május 18.        |
| Lee Moore          | 1979. május 20. – 1980. február 21.      |
| Kennedy Simmonds   | 1980. február 21. – 1983. szeptember 19. |
| Kennedy Simmonds   | 1983. május 20. – 1995. július 7.        |
| Denzil Douglas     | 1995. július 7. – 2015. február 18.      |
| Timothy Harris     | 2015. február 18. – 2022. augusztus 6.   |
| Terrance Drew      | 2022. augusztus 6. óta                   |